# گمینا لودوین
گمینا لودوین (به لهستانی:  Gmina Ludwin) یک گمینا در لهستان است که در شهرستان ونچنا واقع شده‌است. گمینا لودوین ۱۲۰٫۵۱ کیلومتر مربع مساحت و ۵٬۴۴۳ نفر جمعیت دارد.